# Aire d'attraction d'Auray
L'aire d'attraction d'Auray est un zonage d'étude défini par l'Insee pour caractériser l’influence de la commune d'Auray sur les communes environnantes. Publiée en octobre 2020, elle se substitue à l'aire urbaine d'Auray, qui comportait 4 communes dans le dernier zonage qui remontait à 2010.

## Définition
L'aire d'attraction d'une ville est composée d’un pôle, défini à partir de critères de population et d’emploi ainsi que d’une couronne constituée des communes dont au moins 15 % des actifs travaillent dans le pôle. Le pôle d’attraction constitue ainsi un point de convergence des déplacements domicile-travail,.

## Type et composition
L’aire d'attraction d'Auray est une aire intra-départementale qui ne comporte qu'une commune dans le Morbihan. 
Elle est catégorisée dans les aires de moins de 50 000 habitants.
Dans la région, la population est relativement peu concentrée dans les pôles. Ainsi, moins d’un tiers de la population y vit contre plus de la moitié au niveau national. Ce n’est pas le cas pour l’aire d'attraction d'Auray qui présente une population de 13 627 habitants localisés dans la région et dont le périmètre se confond avec le pôle.
En Bretagne, la population augmente de 0,6 % par an en moyenne entre 2007 et 2017 (+ 0,5 % en France). Pour l’aire d'Auray, elle est plus élevée puisqu'elle s'établit à 0,9 %. Le nombre d’emplois présents dans l’aire d’attraction est de 7 543.

### Carte

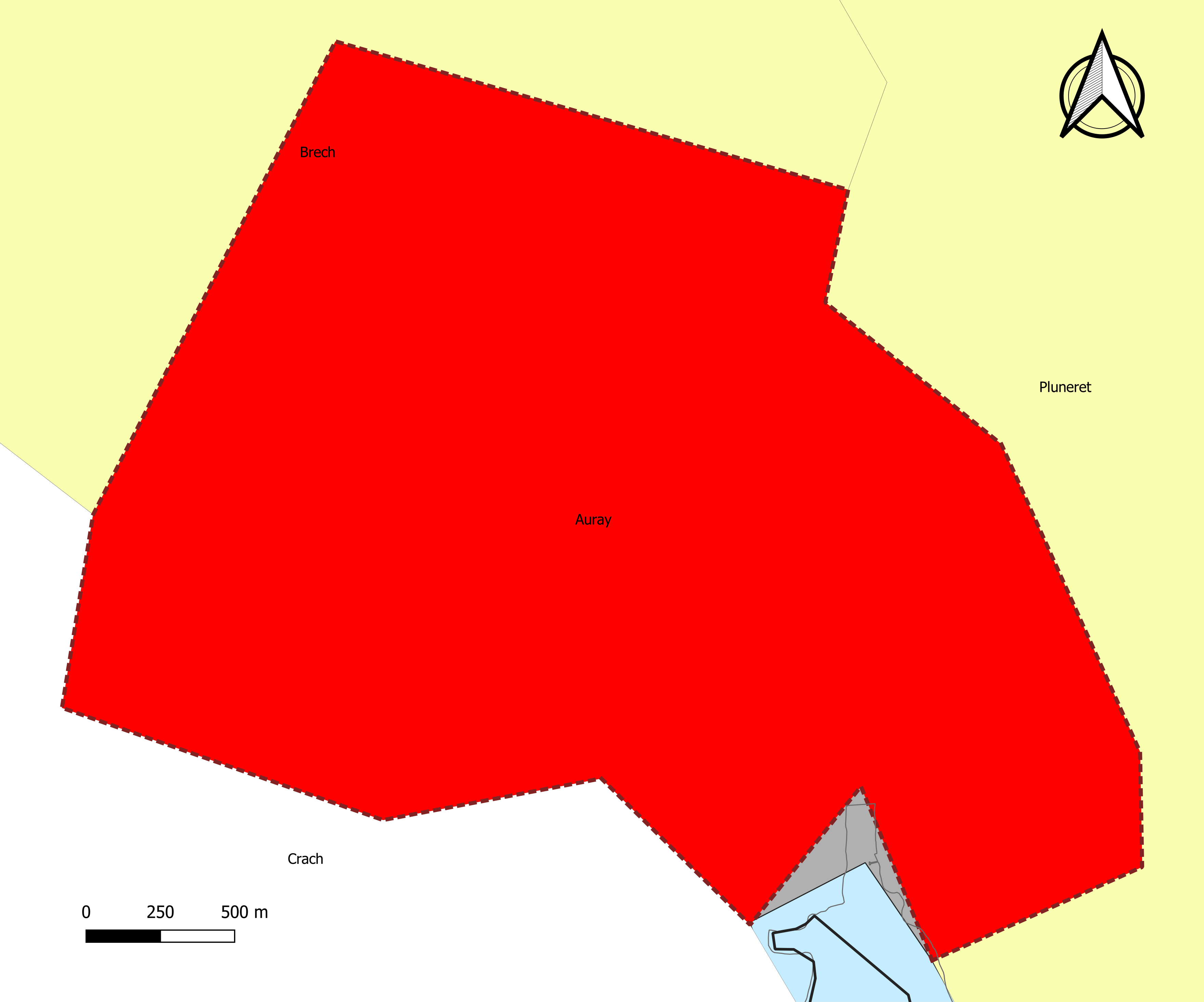
Carte de l'aire d'attraction d'Auray.
Commune-centre

### Composition communale
| Nom                    | Code Insee | Département | Statut         | Superficie (km2) | Population (dernière pop. légale) | Densité (hab./km2) | Modifier                                    |
| ---------------------- | ---------- | ----------- | -------------- | ---------------- | --------------------------------- | ------------------ | ------------------------------------------- |
| Auray (commune-centre) | 56007      | Morbihan    | commune-centre | 6,91             | 14 417 (2022)                     | 2 086              | modifier les données · modifier les données |